# 오모리 · 긴조가쿠인마에역
오모리 · 긴조가쿠인마에 역(일본어: 大森・金城学院前駅, おおもり・きんじょうがくいんまええき)은 일본 아이치현 나고야시 모리야마구 오모리 3초메에 소재하는 나고야 철도 세토선의 역이다. 역 번호는 ST12이다.

## 역 구조
상대식 승강장 2면 2선의 지상역이다.

### 승강장
| 번호 | 노선      | 방향 | 행선                    |
| ---- | --------- | ---- | ----------------------- |
| 1    | ■ 세토 선 | 하행 | 오와리세토 방면         |
| 2    | ■ 세토 선 | 상행 | 오조네・사카에마치 방면 |

북쪽 개찰구 설치 전까지는 야간 등 일부 시간대는 무인역이었으나 현재는 종일 유인역이다.
역사의 2층과 3층에는 그린 시티 케이블 테레비의 본사이다. 지하는 자전거 창고이다.
또한, 심한 커브 상에 역의 플랫폼이 있기 때문에 평소보다 전철과 승강장 틈이 크다. 그래서 센서식의 전락 검지 장치가 일찍이 도입되었다.

## 역 주변
역 주변은 주택지이다.
- 그린 시티 케이블 테레비 본사(역 건물에 병설) - 남쪽 개찰 내에 텔레비전을 설치하고 몇 가지 유료 채널을 방송하고 있다.
- 긴조가쿠인 대학・유치원
- 나고야 시립 오모리 중학교
- 나고야 시립 오모리 초등학교
- 나고야 시립 오모리 기타 초등학교
- 오모리 보육원
- 오모리 파출소
- 나고야 오모리 우체국
- 아마이케 공원
- 히가시지마 공원
- 니시신덴 공원
- 다이신지
- 하치켄 신사
- 사가미체인 본사
- 세토 가도(아이치 현도 61호 나고야세토 선)
- 아이치 현도 59호 나고야나카 환상선

## 역사
- 1905년 4월 2일: 오모리역으로 영업 개시.
- 1982년
  - 3월 21일: 급행 정차역으로 승격됨.
  - 8월 23일: 역사 개축.
- 1992년
  - 8월 3일: 역 건물 완성.
  - 11월 14일: 오모리 · 긴조가쿠인마에 역으로 역명 변경.
- 2006년
  - 9월 18일: 북쪽 개찰구 개업.
  - 12월 16일: 트랜 패스 도입.
- 2011년 2월 11일: IC카드 승차권 manaca 도입.
- 2012년 2월 29일: 트랜 패스 공용 종료.

## 인접역
| 나고야 철도 ■ 세토선          | 나고야 철도 ■ 세토선 | 나고야 철도 ■ 세토선              |
| ----------------------------- | -------------------- | --------------------------------- |
| ST11 기타야마 사카에마치 방면 | ■ 급행               | 오와리아사히 ST15 오와리세토 방면 |
| ST11 기타야마 사카에마치 방면 | ■ 준급 ■ 보통        | 인바 ST13 오와리세토 방면         |